# Rogatki Grochowskie

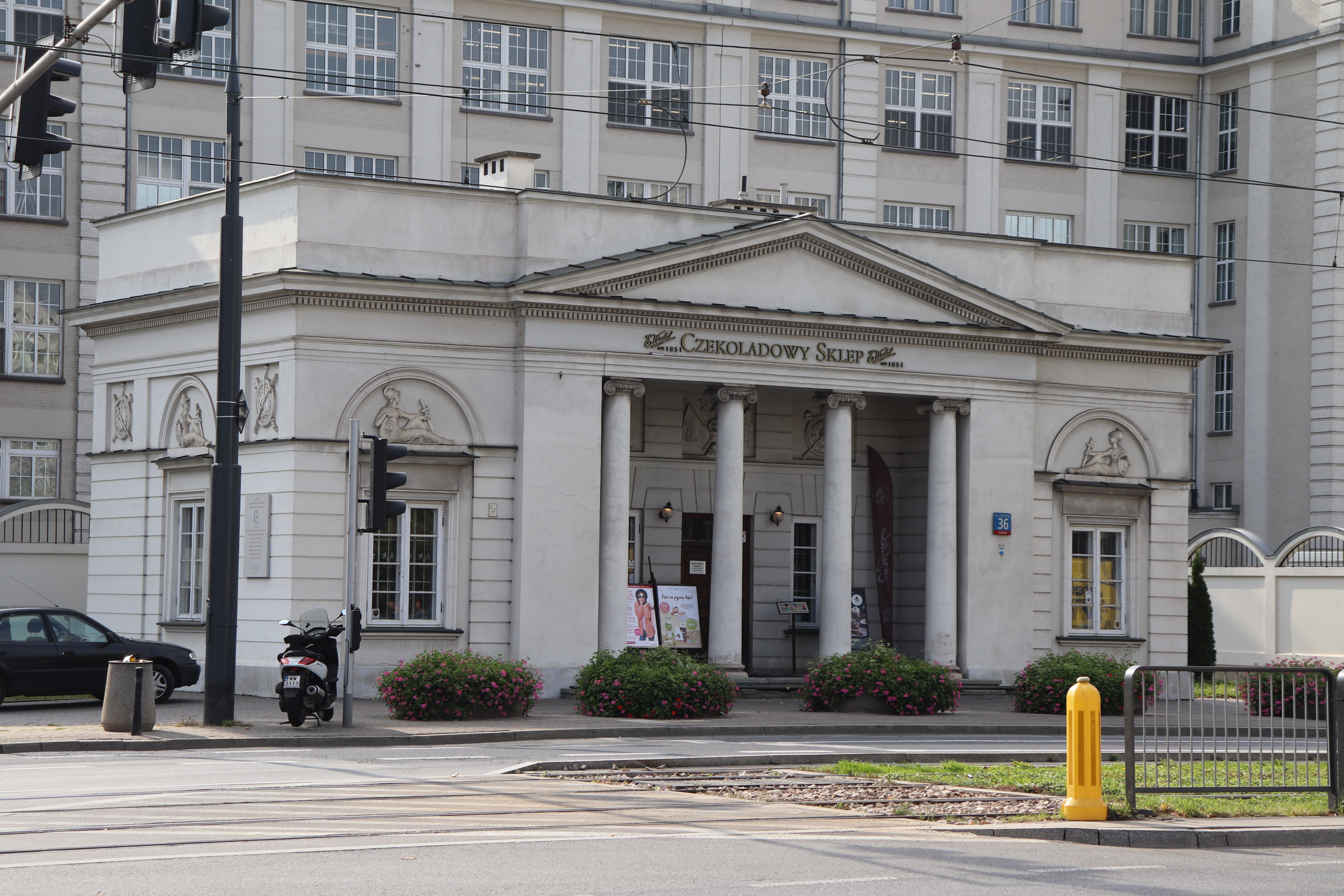
Pawilon południowy

Rogatki Grochowskie – dwie rogatki (pawilony rogatkowe) znajdujące się w warszawskiej dzielnicy Praga-Południe, przy ul. Zamoyskiego, u zbiegu z ulicami Lubelską i Grochowską.

## Historia
Pierwsze rogatki w Warszawie, Pradze i Golędzinowie powstały po 1770, tj. po tym, jak obszar ten został otoczony wałem ziemnym znanym jako okopy Lubomirskiego. Budynki rogatek były lokalizowane przy wale, u wylotu najważniejszych dróg. Pod koniec XVIII wieku w obecnych granicach Warszawy funkcjonowało 10 rogatek: Belwederskie, Czerniakowskie, Mokotowskie, Jerozolimskie, Wolskie, Powązkowskie, Marymonckie, Grochowskie, Ząbkowskie i Golędzinowskie.
W latach 1816–1823 wzniesiono nowe pawilony rogatkowe zaprojektowane przez Jakuba Kubickiego. Powstało wtedy 18 pawilonów w stylu  klasycystycznym. Architekt ustawił je parami i nadał każdemu zespołowi inny wygląd.  W jednym pawilonie urzędował dozorca policji (będący przedstawicielem Urzędu Municypalnego), a w drugim poborca podatkowy, który przyjmował opłaty za wjazd do miasta. Do czasów współczesnych zachowały się rogatki Mokotowskie i Grochowskie.
Klasycystyczne pawilony rogatkowe przy obecnej ul. Zamoyskiego zostały wzniesione w 1823, równocześnie z ukończeniem Traktu Brzeskiego (obecna ul. Grochowska) – pierwszej drogi bitej w Królestwie Polskim. W jednym z budynków swój posterunek miał dozorca policyjny, w drugim mieścił się urząd poborcy.
Budynki rogatek zostały rozmieszczone symetrycznie po obu stronach ulicy. Charakterystyczną cechą budynków są wgłębne portyki zwieńczone gładkim tympanonem, oparte na czterech kolumnach w stylu jońskim. Zarówno wnętrza portyków, jak i boczne ściany rogatek, zdobione są licznymi płaskorzeźbami.
Po spaleniu w 1915 (I wojna światowa) drewnianego budynku przystanku kolei jabłonowskiej Rogatka Moskiewska (późniejszy Kamionek), znajdującego się u zbiegu al. Zielenieckiej i ul. Zamoyskiego, przeniesiono go do wynajętego od miasta pawilonu południowego. Przystanek został ponownie przeniesiony na dawne miejsce w latach 20., a jego nazwę zmieniono na Park Paderewskiego.
W trakcie II wojny światowej budynki zostały uszkodzone w niewielkim stopniu.
24 stycznia 1961, w związku z poszerzeniem ul. Grochowskiej, pawilon północny przesunięto o ok. 10 metrów. Było to pierwsze przesunięcie budynku w Warszawie. Południową rogatkę przesunięto o 8,7 metra 18 czerwca 2001, po 4 latach przygotowań i rozbiórce dwóch kamienic. Oryginalna lokalizacja rogatki południowej zaznaczona jest klinkierem na jezdni oraz chodniku. Gruntowny remont budynki przeszły w 1998 (północny) oraz 2002 (południowy). W trakcie remontów dokonano napraw dachów, instalacji wewnętrznych, stolarki okiennej i drzwiowej, uzupełniono brakujące zdobienia oraz przywrócono oryginalny rozkład pomieszczeń.
W 2014 na bocznej ścianie pawilonu południowego odsłonięto tablicę upamiętniającą powołanie Polskiej Organizacji Wojskowej.

## Inne informacje
Pod nazwą Rogatki Moskiewskie funkcjonował znajdujący się nieopodal przystanek wąskotorowej Kolei Jabłonowskiej. Został on wysadzony w powietrze w 1915 i odbudowany rok później, ale działał pod nową nazwą Kamionek.

## Galeria

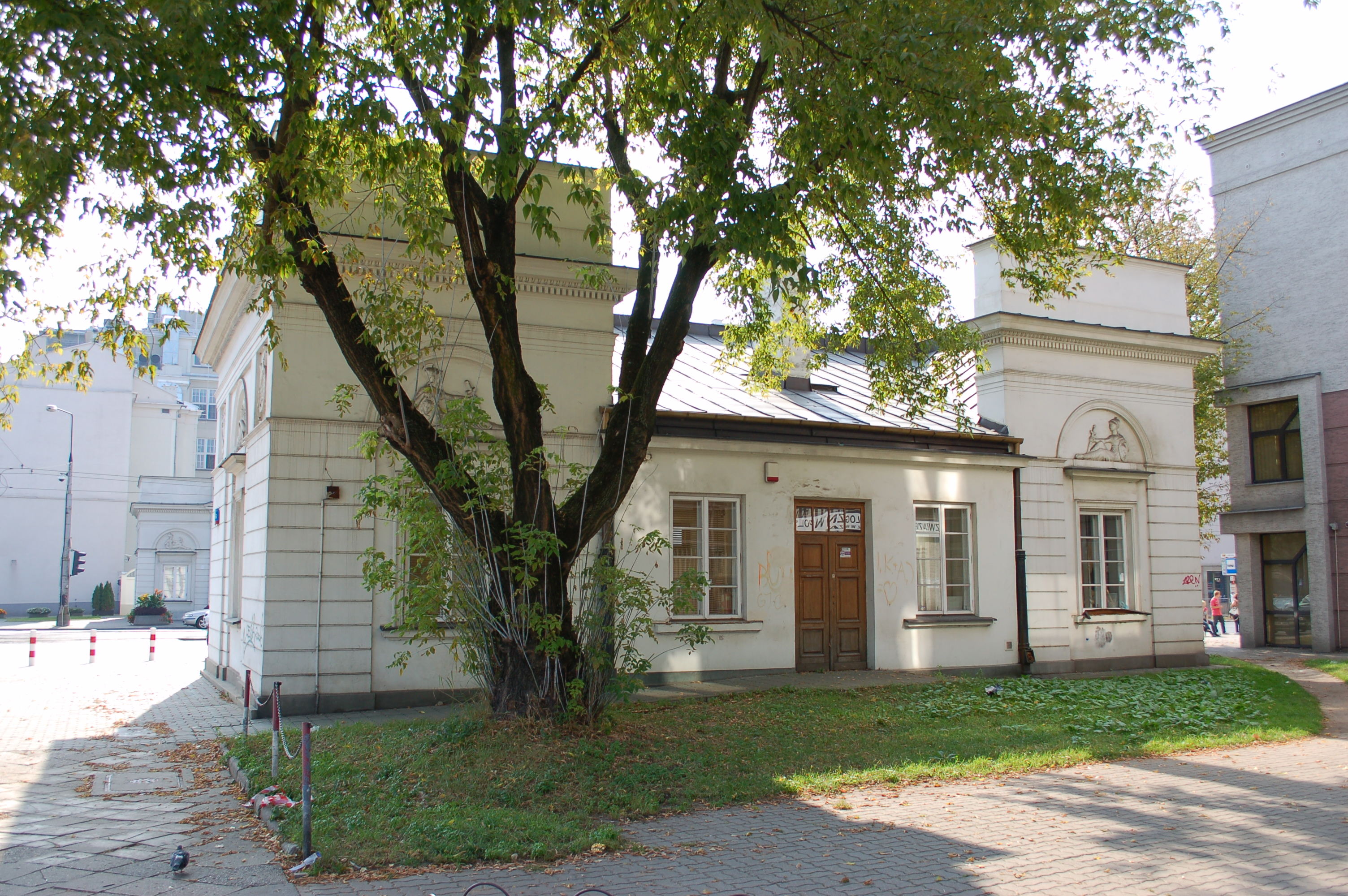
Tył pawilonu północnego
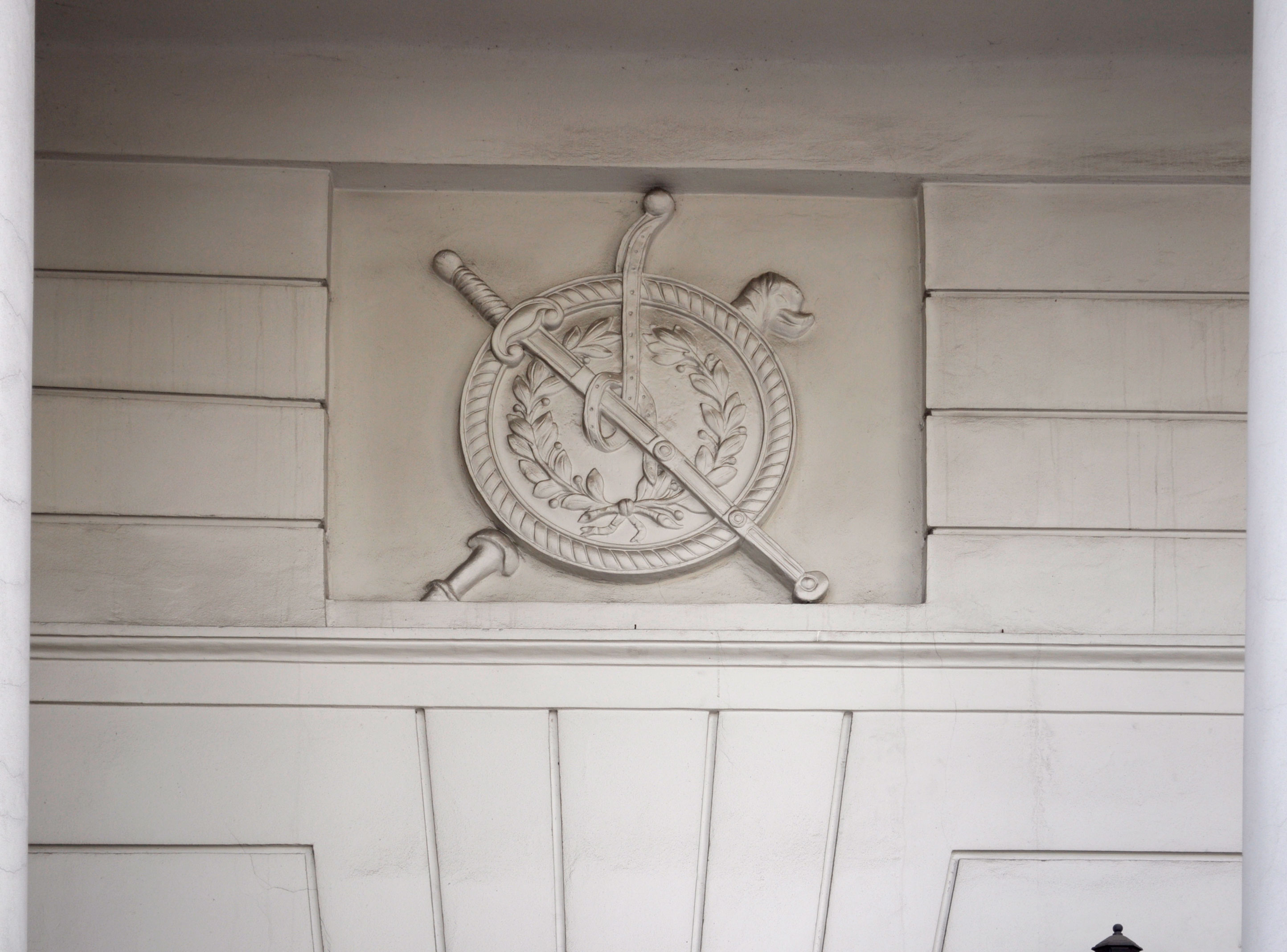
Płaskorzeźba na ścianie pawilonu południowego
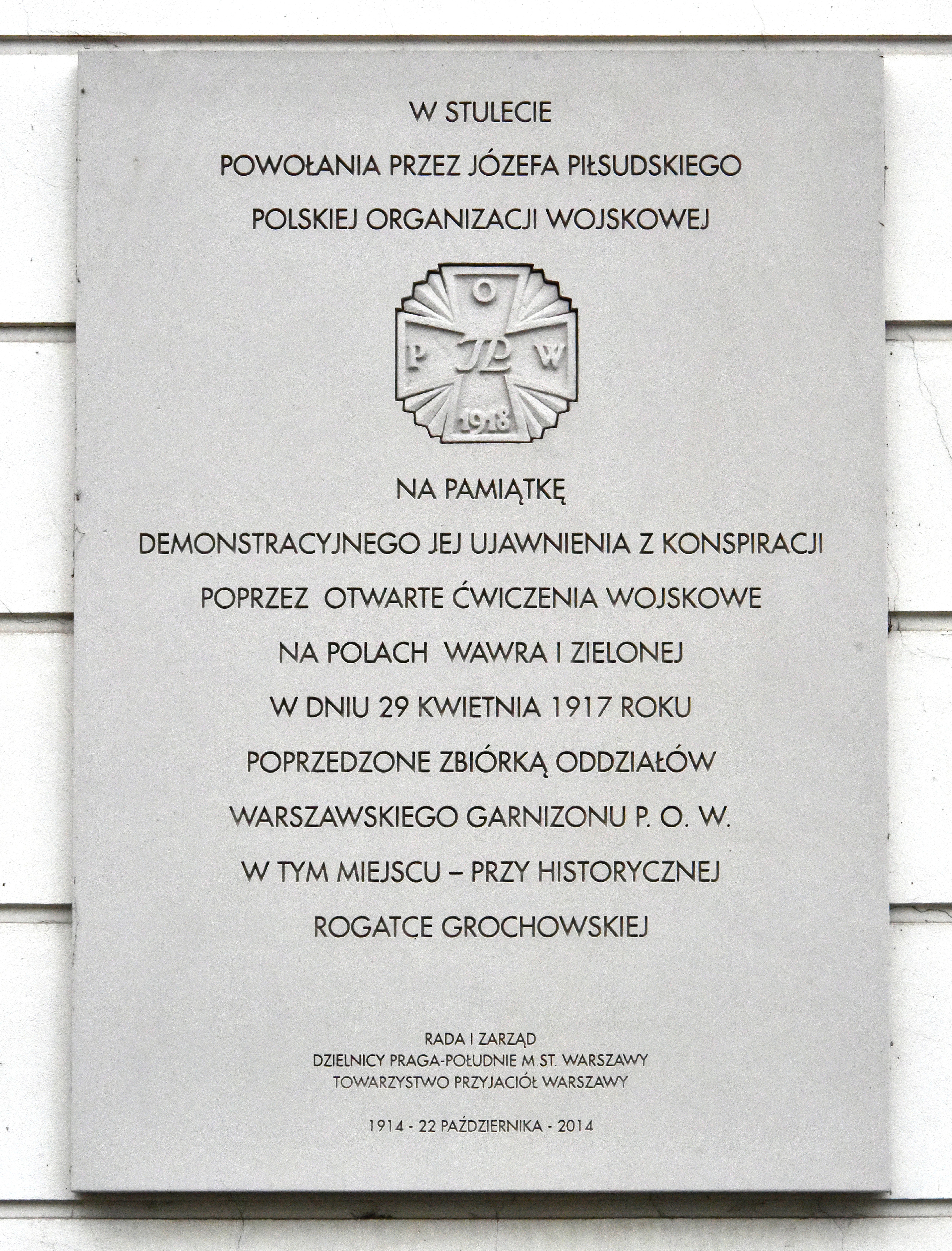
Tablica upamiętniającą powołanie Polskiej Organizacji Wojskowej, pawilon południowy